# Municipio de Toronto
El municipio de Toronto (en inglés: Toronto Township) es un municipio ubicado en el condado de Woodson en el estado estadounidense de Kansas. En el año 2010 tenía una población de 567 habitantes y una densidad poblacional de 3,21 personas por km².

## Geografía
El municipio de Toronto se encuentra ubicado en las coordenadas 37°48′57″N 95°54′51″O / 37.81583, -95.91417. Según la Oficina del Censo de los Estados Unidos, el municipio tiene una superficie total de 176.52 km², de la cual 166,52 km² corresponden a tierra firme y (5.66 %) 10 km² es agua.

## Demografía
Según el censo de 2010, había 567 personas residiendo en el municipio de Toronto. La densidad de población era de 3,21 hab./km². De los 567 habitantes, el municipio de Toronto estaba compuesto por el 95,41 % blancos, el 1,23 % eran amerindios, el 1,76 % eran de otras razas y el 1,59 % eran de una mezcla de razas. Del total de la población el 3,35 % eran hispanos o latinos de cualquier raza.